# Liste der Monuments historiques in Relanges
Die Liste der Monuments historiques in Relanges führt die Monuments historiques in der französischen Gemeinde Relanges auf.

## Liste der Immobilien
| Bezeichnung           | Beschreibung           | Standort                     | Kennzeichnung | Schutzstatus | Datum     | Bild           |
| --------------------- | ---------------------- | ---------------------------- | ------------- | ------------ | --------- | -------------- |
| Château de Lichécourt | ab dem 15. Jahrhundert | südwestlich des Ortes (Lage) | PA00107251    | Inscrit      | 1973 1986 | weitere Bilder |
| Kirche Notre-Dame     | ab dem 11. Jahrhundert | Rue de l’Église (Lage)       | PA00107252    | Classé       | 1899      | weitere Bilder |